# Augustamnica
Augustamnica (en griego Αυγουσταμνικι) fue una provincia del Imperio romano tardío, del delta del Nilo con capital en Pelusio.

## Augustamnica
La provincia fue creada por Diocleciano durante la tetrarquía, quien la llamó Aegyptus Herculia en honor al tetrarca Maximiano, conocido como "Hércules", con la antigua Menfis como capital (315-325), pero más tarde se llamó simplemente, Aegyptus. En el 341, se reconstituyó la provincia cambiando el nombre a Augustamnica para eliminar las connotaciones paganas. Incluía la parte oriental del delta del Nilo y la antigua Heptanomia y pertenecía a la diócesis de Oriente. Augustamnica fue la única provincia egipcia bajo un corrector, un gobernador de rango menor.
Alrededor del 381, las provincias de Egipto tienen una diócesis propia, y así, Augustamnica forma parte de la diócesis de Egipto. Entre el 386 y el final del siglo IV, se crea la nueva provincia de Arcadia, llamada así por el emperador Arcadio, con el territorio de Augustamnica, la Heptanomia, y la capital de Augustamnica es trasladada a Pelusio.
Militarmente, la provincia estaba bajo el Comes limitis Aegypti y según la Notitia Dignitatum, la provincia albergó varias unidades militares: el Ala secunda Ulpia Afrorum en Thaubasteos, el Ala secunda Aegyptiorum en Tacasiria, la Cohors prima sagittariorum en Naithu, la Cohors prima Augusta Pannoniorum en Tohu, Cohors prima Epireorum en Castra Iudaeorum , la Cohors quarta Iuthungorum en Affroditus, la Cohors secunda Ituraeorum en Aiy, la Cohors secunda Thracum en Muson y la Cohors quarta Numidarum en Narmunthi.

## Augustamnica I y II
Antes del 539, Augustamnica fue dividida en dos provincias: Augustamnica Prima (Primera, al norte) y Augustamnica Secunda (Segunda, al sur)).
Augustamnica Prima tenía a Pelusio como metrópolis (centro administrativo) y estaba bajo un corrector, que gobernaba las ciudades siguientes: Pelusio, Setroithes (o Sethroitis), Tanis, Thmuis, Rhinocorura, Ostracine (u Ostracina), Pentaschoinon, Casio, Aphnaion, Ephaestos (o Efesto), Panephysis, las Tiendas fuera de Gerra, las Tiendas dentro de Gerra, Thennesus y Panephusis. Allí también se ubicaron varias sedes titulares católicas incluyendo (pero no limitadas a): Casio, Damiata, Efesto, Ostracine, Facusa, Thennesus y Thmuis.
En Augustamnica Secunda se ubicaron las sedes titulares de Farbeto y Leontopolis.
Probablemente existieron hasta las guerras árabo-bizantinas, desapareciendo sobre el año 641.

## Iglesia Católica moderna
En 1658, la Iglesia católica estableció la sede titular episcopal de Heliopolis en Augustamnica en Egipto, localizada en Tell-Hassan, que duró hasta 1935.
En 1854, la Iglesia católica estableció la sede metropolitana titular de Leontopolis en Augustamnica, también en Egipto, localizada en Tell-Moqdam, que duró hasta 1970.